# Niccolò Sanudo
Niccolò Sanudo, cinquième duc de Naxos (mort en 1341).

## Biographie

### Famille et jeunesse
La famille Sanudo aurait, sous le nom de Candiano, fourni plusieurs doges, fonctionnaires et ambassadeurs à la Sérénissime avant de subir une éclipse au XIe siècle puis d'occuper une place éminente à partir du XIIe siècle. Marco Sanudo, le fondateur de la dynastie, participa à la quatrième croisade en 1204 puis fonda le duché de Naxos. Angelo Sanudo, son fils, passa la plus grande partie de sa vie à guerroyer, principalement pour ses suzerains l'empereur latin puis après 1248 le prince d'Achaïe. Le règne du grand-père de Niccolò, Marco II Sanudo, fut perturbé. Le duché de Naxos ne cessa de rétrécir sous les coups de l'Empire byzantin.
Le règne du père de Niccolò, Guglielmo Sanudo fut marqué par l'arrivée de deux nouvelles menaces dans l'Égée : les Catalans, d'abord au service de l’empereur byzantin Andronic II contre les Turcs avant de se retourner contre l'Empire et de ravager la région ; et les Turcs eux-mêmes. Les petits seigneurs des Cyclades, vassaux du duché de Naxos, face à ce double danger, se tournèrent de plus en plus vers Venise plus à même de les protéger que leur suzerain. Guglielmo chercha un appui chez les Hospitaliers de Saint-Jean de Jérusalem qu'il aida à conquérir Rhodes et invita à construire une forteresse sur Délos. Un des frères de Niccolo rejoignit l'ordre.
Dans la même perspective d'alliances, Niccolò Sanudo épousa Jeanne de Brienne, liant le duché de Naxos avec le duché d'Athènes de Gautier de Brienne. Il participa en mars 1311 à la bataille d'Halmyros contre la Compagnie catalane et y fut fait prisonnier. Après s'être emparé d'Athènes, les Catalans ravagèrent les Cyclades. Relâché contre rançon, il fut nommé par son père Guglielmo commandant et chargé de lutter sur mer et sur terre contre les exactions catalanes.

### Duc de Naxos
Niccolò Sanudo succéda à son père Guglielmo Sanudo en 1323.
En janvier 1325, il fut appelé à l'ost par son suzerain, le prince d'Achaïe Jean de Gravina qui cherchait à reconquérir les territoires perdus par la principauté au profit de l'Empire byzantin. Il participa ainsi au siège de la forteresse de Karýtena, que les Francs ne parvinrent cependant pas à prendre. Jean de Gravina quitta la principauté au printemps 1326, laissant Niccolo Sanudo à la tête des troupes. Malgré son infériorité numérique il remporta ainsi une victoire sur l'armée grecque qui cherchait à pénétrer en Élide,. Puis, il quitta lui aussi le Péloponnèse. Il fut le dernier duc de Naxos à commander une troupe sur le continent.
Pendant son absence, au début de 1325, les Turcs razzièrent Naxos après avoir attaqué l'Eubée, peut-être à l'instigation de leurs alliés catalans du duché d'Athènes, ennemis des Angevins.
Entre 1326 et 1327, Niccolo entra en conflit avec Bartolomeo Ghisi, pour une cause inconnue. Les deux adversaires s'attirèrent à ce sujet une condamnation de la part du baile vénitien de Négrepont, qui fut finalement annulée par le sénat vénitien.
En 1329, Andronic III Paléologue décida de chasser les Génois installés sur Chios depuis le règne de son père. Une flotte naxiote, commandée par Niccolo, participa à l'expédition. Ce renversement des alliances n'était pas inhabituel. De plus, les Génois étaient les ennemis directs des Vénitiens (avec qui le duché de Naxos avait malgré tout des liens privilégiés).
En 1332, il conclut une trêve séparée avec les Turcs sans y comprendre Négrepont, malgré l'interdiction formulée par les autorités vénitiennes de l'île ; ce dernier reçut cependant en avril l'ordre de ne pas prendre de mesures de représailles à son encontre. Au cours du printemps et de l'été, il fut associé (ainsi que Bartolomeo Ghisi) aux négociations entre Venise et ses colonies, l'empire byzantin et les Hospitaliers en vue de former la première ligue antiturque destinée à lutter contre les flottes des émirats côtiers. 
À la fin de 1334 ou début 1335, il participa avec 3 galères à une attaque sur Lesbos (alors byzantine) conjointement avec les Hospitaliers et le Génois Domenico Cattaneo, mais ce dernier évinça ses alliés de la ville qu'il occupa seul. 

#### Conflits féodaux
Niccolò Sanudo avait hérité de son père de revendications sur les îles d'Amorgós et de Santorin, qui avaient été reconquises vers 1302 sur les Byzantins par des Vénitiens qui ne reconnaissaient pas la suzeraineté des ducs de Naxos. 
Concernant Amorgós, il avait hérité de la condamnation de son père par les autorités vénitiennes et se trouvait ainsi banni de Venise ; le procès contre la branche de la famille Ghisi qui revendiquait l'île se poursuivit tout au long de sa vie et il transmit le conflit à son successeur Giovanni.
Peu avant septembre 1325, le duc attaqua l'île de Santorin alors tenue par Andrea II Barozzi, qui fit appel à Venise ; cependant le sénat vénitien estima en octobre 1326 qu'il s'agissait d'une affaire féodale ne relevant pas de sa juridiction. L'affaire se poursuivit jusqu'à la conclusion d'une trêve en 1331. Le conflit reprit peu après la mort d'Andrea Barozzi en 1334 : l'année suivante, Niccolò débarqua à nouveau à Santorin et Thérasia où il captura les deux frères du fils et héritier d'Andrea, Marino ; malgré l'intervention judiciaire de Venise en faveur de ce dernier, Niccolò et ses héritiers restèrent définitivement en possession des deux îles.

### Mort et succession
Le dernier document qui mentionne Niccolo vivant est une demande adressée en juillet 1341 au doge par Bartolomeo Ghisi en vue de l'achat d'une galère, que les deux seigneurs avaient prévu d'armer conjointement pour défendre Négrepont contre les attaques turques. Il mourut, sans héritier direct, avant le 20 juillet 1341, date à laquelle son successeur Giovanni porte le titre de duc.

## Arbre généalogique
|  |  |                                             |                                             |                                             |                                             |                                             |                                             |                                |                                |                                                   |                                                   |                                                   |                                                   |                                                   |                                                   |                                          |                                          | Marco Sanudo Constantinopolitani                                 |                                                                  |                                                                  |                                                                  |                                                                  |                                                                  |                                   |                                   |                                                           |                                                           |                                                           |                                                           |                                                           |                                                           |                                     |                                     |                                                 |                                                 |                                                 |                                                 |                                                 |                                                 |  |  |  |  |  |  |  |  |  |  |  |  |  |  |  |  |  |  |  |  |  |  |  |  |  |  |  |  |  |  |  |  |
|  |  |                                             |                                             |                                             |                                             |                                             |                                             |                                |                                |                                                   |                                                   |                                                   |                                                   |                                                   |                                                   |                                          |                                          |                                                                  |                                                                  |                                                                  |                                                                  |                                                                  |                                                                  |                                   |                                   |                                                           |                                                           |                                                           |                                                           |                                                           |                                                           |                                     |                                     |                                                 |                                                 |                                                 |                                                 |                                                 |                                                 |  |  |  |  |  |  |  |  |  |  |  |  |  |  |  |  |  |  |  |  |  |  |  |  |  |  |  |  |  |  |  |  |
|  |  |                                             |                                             |                                             |                                             |                                             |                                             |                                |                                |                                                   |                                                   |                                                   |                                                   |                                                   |                                                   |                                          |                                          |                                                                  |                                                                  |                                                                  |                                                                  |                                                                  |                                                                  |                                   |                                   |                                                           |                                                           |                                                           |                                                           |                                                           |                                                           |                                     |                                     |                                                 |                                                 |                                                 |                                                 |                                                 |                                                 |  |  |  |  |  |  |  |  |  |  |  |  |  |  |  |  |  |  |  |  |  |  |  |  |  |  |  |  |  |  |  |  |
|  |  | Enrico Dandolo (doge de Venise)             | Enrico Dandolo (doge de Venise)             | Enrico Dandolo (doge de Venise)             | Enrico Dandolo (doge de Venise)             | Enrico Dandolo (doge de Venise)             | Enrico Dandolo (doge de Venise)             |                                |                                | une sœur d'Enrico                                 | une sœur d'Enrico                                 | une sœur d'Enrico                                 | une sœur d'Enrico                                 | une sœur d'Enrico                                 | une sœur d'Enrico                                 |                                          |                                          | Pietro Sanudo                                                    | Pietro Sanudo                                                    | Pietro Sanudo                                                    | Pietro Sanudo                                                    | Pietro Sanudo                                                    | Pietro Sanudo                                                    |                                   |                                   |                                                           |                                                           |                                                           |                                                           |                                                           |                                                           |                                     |                                     |                                                 |                                                 |                                                 |                                                 |                                                 |                                                 |  |  |  |  |  |  |  |  |  |  |  |  |  |  |  |  |  |  |  |  |  |  |  |  |  |  |  |  |  |  |  |  |
|  |  | Enrico Dandolo (doge de Venise)             | Enrico Dandolo (doge de Venise)             | Enrico Dandolo (doge de Venise)             | Enrico Dandolo (doge de Venise)             | Enrico Dandolo (doge de Venise)             | Enrico Dandolo (doge de Venise)             |                                |                                | une sœur d'Enrico                                 | une sœur d'Enrico                                 | une sœur d'Enrico                                 | une sœur d'Enrico                                 | une sœur d'Enrico                                 | une sœur d'Enrico                                 |                                          |                                          | Pietro Sanudo                                                    | Pietro Sanudo                                                    | Pietro Sanudo                                                    | Pietro Sanudo                                                    | Pietro Sanudo                                                    | Pietro Sanudo                                                    |                                   |                                   |                                                           |                                                           |                                                           |                                                           |                                                           |                                                           |                                     |                                     |                                                 |                                                 |                                                 |                                                 |                                                 |                                                 |  |  |  |  |  |  |  |  |  |  |  |  |  |  |  |  |  |  |  |  |  |  |  |  |  |  |  |  |  |  |  |  |
|  |  |                                             |                                             |                                             |                                             |                                             |                                             |                                |                                |                                                   |                                                   |                                                   |                                                   |                                                   |                                                   |                                          |                                          |                                                                  |                                                                  |                                                                  |                                                                  |                                                                  |                                                                  |                                   |                                   |                                                           |                                                           |                                                           |                                                           |                                                           |                                                           |                                     |                                     |                                                 |                                                 |                                                 |                                                 |                                                 |                                                 |  |  |  |  |  |  |  |  |  |  |  |  |  |  |  |  |  |  |  |  |  |  |  |  |  |  |  |  |  |  |  |  |
|  |  |                                             |                                             |                                             |                                             |                                             |                                             |                                |                                |                                                   |                                                   |                                                   |                                                   |                                                   |                                                   |                                          |                                          |                                                                  |                                                                  |                                                                  |                                                                  |                                                                  |                                                                  |                                   |                                   |                                                           |                                                           |                                                           |                                                           |                                                           |                                                           |                                     |                                     |                                                 |                                                 |                                                 |                                                 |                                                 |                                                 |  |  |  |  |  |  |  |  |  |  |  |  |  |  |  |  |  |  |  |  |  |  |  |  |  |  |  |  |  |  |  |  |
|  |  | Bernardo Sanudo                             | Bernardo Sanudo                             | Bernardo Sanudo                             | Bernardo Sanudo                             | Bernardo Sanudo                             | Bernardo Sanudo                             |                                |                                | Lunardo Sanudo                                    | Lunardo Sanudo                                    | Lunardo Sanudo                                    | Lunardo Sanudo                                    | Lunardo Sanudo                                    | Lunardo Sanudo                                    |                                          |                                          | 1. Inconnue                                                      | 1. Inconnue                                                      | 1. Inconnue                                                      | 1. Inconnue                                                      | 1. Inconnue                                                      | 1. Inconnue                                                      |                                   |                                   | Marco Sanudo 1205 ? - 1227 ?                              | Marco Sanudo 1205 ? - 1227 ?                              | Marco Sanudo 1205 ? - 1227 ?                              | Marco Sanudo 1205 ? - 1227 ?                              | Marco Sanudo 1205 ? - 1227 ?                              | Marco Sanudo 1205 ? - 1227 ?                              |                                     |                                     | 2. Une sœur de l'empereur (latin ou de Nicée ?) | 2. Une sœur de l'empereur (latin ou de Nicée ?) | 2. Une sœur de l'empereur (latin ou de Nicée ?) | 2. Une sœur de l'empereur (latin ou de Nicée ?) | 2. Une sœur de l'empereur (latin ou de Nicée ?) | 2. Une sœur de l'empereur (latin ou de Nicée ?) |  |  |  |  |  |  |  |  |  |  |  |  |  |  |  |  |  |  |  |  |  |  |  |  |  |  |  |  |  |  |  |  |
|  |  | Bernardo Sanudo                             | Bernardo Sanudo                             | Bernardo Sanudo                             | Bernardo Sanudo                             | Bernardo Sanudo                             | Bernardo Sanudo                             |                                |                                | Lunardo Sanudo                                    | Lunardo Sanudo                                    | Lunardo Sanudo                                    | Lunardo Sanudo                                    | Lunardo Sanudo                                    | Lunardo Sanudo                                    |                                          |                                          | 1. Inconnue                                                      | 1. Inconnue                                                      | 1. Inconnue                                                      | 1. Inconnue                                                      | 1. Inconnue                                                      | 1. Inconnue                                                      |                                   |                                   | Marco Sanudo 1205 ? - 1227 ?                              | Marco Sanudo 1205 ? - 1227 ?                              | Marco Sanudo 1205 ? - 1227 ?                              | Marco Sanudo 1205 ? - 1227 ?                              | Marco Sanudo 1205 ? - 1227 ?                              | Marco Sanudo 1205 ? - 1227 ?                              |                                     |                                     | 2. Une sœur de l'empereur (latin ou de Nicée ?) | 2. Une sœur de l'empereur (latin ou de Nicée ?) | 2. Une sœur de l'empereur (latin ou de Nicée ?) | 2. Une sœur de l'empereur (latin ou de Nicée ?) | 2. Une sœur de l'empereur (latin ou de Nicée ?) | 2. Une sœur de l'empereur (latin ou de Nicée ?) |  |  |  |  |  |  |  |  |  |  |  |  |  |  |  |  |  |  |  |  |  |  |  |  |  |  |  |  |  |  |  |  |
|  |  |                                             |                                             |                                             |                                             |                                             |                                             |                                |                                |                                                   |                                                   |                                                   |                                                   |                                                   |                                                   |                                          |                                          |                                                                  |                                                                  |                                                                  |                                                                  |                                                                  |                                                                  |                                   |                                   |                                                           |                                                           |                                                           |                                                           |                                                           |                                                           |                                     |                                     |                                                 |                                                 |                                                 |                                                 |                                                 |                                                 |  |  |  |  |  |  |  |  |  |  |  |  |  |  |  |  |  |  |  |  |  |  |  |  |  |  |  |  |  |  |  |  |
|  |  |                                             |                                             |                                             |                                             |                                             |                                             |                                |                                |                                                   |                                                   |                                                   |                                                   | une fille de Macaire de Sainte-Menehould          | une fille de Macaire de Sainte-Menehould          | une fille de Macaire de Sainte-Menehould | une fille de Macaire de Sainte-Menehould | une fille de Macaire de Sainte-Menehould                         | une fille de Macaire de Sainte-Menehould                         |                                                                  |                                                                  | Angelo Sanudo 1227 ? - 1262 ?                                    | Angelo Sanudo 1227 ? - 1262 ?                                    | Angelo Sanudo 1227 ? - 1262 ?     | Angelo Sanudo 1227 ? - 1262 ?     | Angelo Sanudo 1227 ? - 1262 ?                             | Angelo Sanudo 1227 ? - 1262 ?                             |                                                           |                                                           | Giovanni Sanudo (installé en Eubée)                       | Giovanni Sanudo (installé en Eubée)                       | Giovanni Sanudo (installé en Eubée) | Giovanni Sanudo (installé en Eubée) | Giovanni Sanudo (installé en Eubée)             | Giovanni Sanudo (installé en Eubée)             |                                                 |                                                 |                                                 |                                                 |  |  |  |  |  |  |  |  |  |  |  |  |  |  |  |  |  |  |  |  |  |  |  |  |  |  |  |  |  |  |  |  |
|  |  |                                             |                                             |                                             |                                             |                                             |                                             |                                |                                |                                                   |                                                   |                                                   |                                                   | une fille de Macaire de Sainte-Menehould          | une fille de Macaire de Sainte-Menehould          | une fille de Macaire de Sainte-Menehould | une fille de Macaire de Sainte-Menehould | une fille de Macaire de Sainte-Menehould                         | une fille de Macaire de Sainte-Menehould                         |                                                                  |                                                                  | Angelo Sanudo 1227 ? - 1262 ?                                    | Angelo Sanudo 1227 ? - 1262 ?                                    | Angelo Sanudo 1227 ? - 1262 ?     | Angelo Sanudo 1227 ? - 1262 ?     | Angelo Sanudo 1227 ? - 1262 ?                             | Angelo Sanudo 1227 ? - 1262 ?                             |                                                           |                                                           | Giovanni Sanudo (installé en Eubée)                       | Giovanni Sanudo (installé en Eubée)                       | Giovanni Sanudo (installé en Eubée) | Giovanni Sanudo (installé en Eubée) | Giovanni Sanudo (installé en Eubée)             | Giovanni Sanudo (installé en Eubée)             |                                                 |                                                 |                                                 |                                                 |  |  |  |  |  |  |  |  |  |  |  |  |  |  |  |  |  |  |  |  |  |  |  |  |  |  |  |  |  |  |  |  |
|  |  |                                             |                                             |                                             |                                             |                                             |                                             |                                |                                |                                                   |                                                   |                                                   |                                                   |                                                   |                                                   |                                          |                                          |                                                                  |                                                                  |                                                                  |                                                                  |                                                                  |                                                                  |                                   |                                   |                                                           |                                                           |                                                           |                                                           |                                                           |                                                           |                                     |                                     |                                                 |                                                 |                                                 |                                                 |                                                 |                                                 |  |  |  |  |  |  |  |  |  |  |  |  |  |  |  |  |  |  |  |  |  |  |  |  |  |  |  |  |  |  |  |  |
|  |  |                                             |                                             |                                             |                                             |                                             |                                             |                                |                                |                                                   |                                                   |                                                   |                                                   |                                                   |                                                   |                                          |                                          |                                                                  |                                                                  |                                                                  |                                                                  |                                                                  |                                                                  |                                   |                                   |                                                           |                                                           |                                                           |                                                           |                                                           |                                                           |                                     |                                     |                                                 |                                                 |                                                 |                                                 |                                                 |                                                 |  |  |  |  |  |  |  |  |  |  |  |  |  |  |  |  |  |  |  |  |  |  |  |  |  |  |  |  |  |  |  |  |
|  |  |                                             |                                             |                                             |                                             |                                             |                                             |                                |                                | une fille ∞ Paolo Navigaioso (seigneur de Lemnos) | une fille ∞ Paolo Navigaioso (seigneur de Lemnos) | une fille ∞ Paolo Navigaioso (seigneur de Lemnos) | une fille ∞ Paolo Navigaioso (seigneur de Lemnos) | une fille ∞ Paolo Navigaioso (seigneur de Lemnos) | une fille ∞ Paolo Navigaioso (seigneur de Lemnos) |                                          |                                          | Marino Sanudo (apanage de Paros et Antiparos) ∞ Portia da Verona | Marino Sanudo (apanage de Paros et Antiparos) ∞ Portia da Verona | Marino Sanudo (apanage de Paros et Antiparos) ∞ Portia da Verona | Marino Sanudo (apanage de Paros et Antiparos) ∞ Portia da Verona | Marino Sanudo (apanage de Paros et Antiparos) ∞ Portia da Verona | Marino Sanudo (apanage de Paros et Antiparos) ∞ Portia da Verona |                                   |                                   | Marco II Sanudo 1262 ? - 1303                             | Marco II Sanudo 1262 ? - 1303                             | Marco II Sanudo 1262 ? - 1303                             | Marco II Sanudo 1262 ? - 1303                             | Marco II Sanudo 1262 ? - 1303                             | Marco II Sanudo 1262 ? - 1303                             |                                     |                                     |                                                 |                                                 |                                                 |                                                 |                                                 |                                                 |  |  |  |  |  |  |  |  |  |  |  |  |  |  |  |  |  |  |  |  |  |  |  |  |  |  |  |  |  |  |  |  |
|  |  |                                             |                                             |                                             |                                             |                                             |                                             |                                |                                | une fille ∞ Paolo Navigaioso (seigneur de Lemnos) | une fille ∞ Paolo Navigaioso (seigneur de Lemnos) | une fille ∞ Paolo Navigaioso (seigneur de Lemnos) | une fille ∞ Paolo Navigaioso (seigneur de Lemnos) | une fille ∞ Paolo Navigaioso (seigneur de Lemnos) | une fille ∞ Paolo Navigaioso (seigneur de Lemnos) |                                          |                                          | Marino Sanudo (apanage de Paros et Antiparos) ∞ Portia da Verona | Marino Sanudo (apanage de Paros et Antiparos) ∞ Portia da Verona | Marino Sanudo (apanage de Paros et Antiparos) ∞ Portia da Verona | Marino Sanudo (apanage de Paros et Antiparos) ∞ Portia da Verona | Marino Sanudo (apanage de Paros et Antiparos) ∞ Portia da Verona | Marino Sanudo (apanage de Paros et Antiparos) ∞ Portia da Verona |                                   |                                   | Marco II Sanudo 1262 ? - 1303                             | Marco II Sanudo 1262 ? - 1303                             | Marco II Sanudo 1262 ? - 1303                             | Marco II Sanudo 1262 ? - 1303                             | Marco II Sanudo 1262 ? - 1303                             | Marco II Sanudo 1262 ? - 1303                             |                                     |                                     |                                                 |                                                 |                                                 |                                                 |                                                 |                                                 |  |  |  |  |  |  |  |  |  |  |  |  |  |  |  |  |  |  |  |  |  |  |  |  |  |  |  |  |  |  |  |  |
|  |  |                                             |                                             |                                             |                                             |                                             |                                             |                                |                                |                                                   |                                                   |                                                   |                                                   |                                                   |                                                   |                                          |                                          |                                                                  |                                                                  |                                                                  |                                                                  |                                                                  |                                                                  |                                   |                                   |                                                           |                                                           |                                                           |                                                           |                                                           |                                                           |                                     |                                     |                                                 |                                                 |                                                 |                                                 |                                                 |                                                 |  |  |  |  |  |  |  |  |  |  |  |  |  |  |  |  |  |  |  |  |  |  |  |  |  |  |  |  |  |  |  |  |
|  |  |                                             |                                             |                                             |                                             |                                             |                                             |                                |                                |                                                   |                                                   |                                                   |                                                   |                                                   |                                                   |                                          |                                          | Guglielmo Sanudo 1303 - 1323                                     | Guglielmo Sanudo 1303 - 1323                                     | Guglielmo Sanudo 1303 - 1323                                     | Guglielmo Sanudo 1303 - 1323                                     | Guglielmo Sanudo 1303 - 1323                                     | Guglielmo Sanudo 1303 - 1323                                     |                                   |                                   | Francesco Sanudo (apanage de Milos) ∞ Cassandra de Durnay | Francesco Sanudo (apanage de Milos) ∞ Cassandra de Durnay | Francesco Sanudo (apanage de Milos) ∞ Cassandra de Durnay | Francesco Sanudo (apanage de Milos) ∞ Cassandra de Durnay | Francesco Sanudo (apanage de Milos) ∞ Cassandra de Durnay | Francesco Sanudo (apanage de Milos) ∞ Cassandra de Durnay |                                     |                                     | Marco Sanudo (apanages à Andros et en Eubée)    | Marco Sanudo (apanages à Andros et en Eubée)    | Marco Sanudo (apanages à Andros et en Eubée)    | Marco Sanudo (apanages à Andros et en Eubée)    | Marco Sanudo (apanages à Andros et en Eubée)    | Marco Sanudo (apanages à Andros et en Eubée)    |  |  |  |  |  |  |  |  |  |  |  |  |  |  |  |  |  |  |  |  |  |  |  |  |  |  |  |  |  |  |  |  |
|  |  |                                             |                                             |                                             |                                             |                                             |                                             |                                |                                |                                                   |                                                   |                                                   |                                                   |                                                   |                                                   |                                          |                                          | Guglielmo Sanudo 1303 - 1323                                     | Guglielmo Sanudo 1303 - 1323                                     | Guglielmo Sanudo 1303 - 1323                                     | Guglielmo Sanudo 1303 - 1323                                     | Guglielmo Sanudo 1303 - 1323                                     | Guglielmo Sanudo 1303 - 1323                                     |                                   |                                   | Francesco Sanudo (apanage de Milos) ∞ Cassandra de Durnay | Francesco Sanudo (apanage de Milos) ∞ Cassandra de Durnay | Francesco Sanudo (apanage de Milos) ∞ Cassandra de Durnay | Francesco Sanudo (apanage de Milos) ∞ Cassandra de Durnay | Francesco Sanudo (apanage de Milos) ∞ Cassandra de Durnay | Francesco Sanudo (apanage de Milos) ∞ Cassandra de Durnay |                                     |                                     | Marco Sanudo (apanages à Andros et en Eubée)    | Marco Sanudo (apanages à Andros et en Eubée)    | Marco Sanudo (apanages à Andros et en Eubée)    | Marco Sanudo (apanages à Andros et en Eubée)    | Marco Sanudo (apanages à Andros et en Eubée)    | Marco Sanudo (apanages à Andros et en Eubée)    |  |  |  |  |  |  |  |  |  |  |  |  |  |  |  |  |  |  |  |  |  |  |  |  |  |  |  |  |  |  |  |  |
|  |  |                                             |                                             |                                             |                                             |                                             |                                             |                                |                                |                                                   |                                                   |                                                   |                                                   |                                                   |                                                   |                                          |                                          |                                                                  |                                                                  |                                                                  |                                                                  |                                                                  |                                                                  |                                   |                                   |                                                           |                                                           |                                                           |                                                           |                                                           |                                                           |                                     |                                     |                                                 |                                                 |                                                 |                                                 |                                                 |                                                 |  |  |  |  |  |  |  |  |  |  |  |  |  |  |  |  |  |  |  |  |  |  |  |  |  |  |  |  |  |  |  |  |
|  |  | Marco (Marcolino) Sanudo (apanage de Milos) | Marco (Marcolino) Sanudo (apanage de Milos) | Marco (Marcolino) Sanudo (apanage de Milos) | Marco (Marcolino) Sanudo (apanage de Milos) | Marco (Marcolino) Sanudo (apanage de Milos) | Marco (Marcolino) Sanudo (apanage de Milos) |                                |                                | Niccolò Sanudo ∞ Jeanne de Brienne 1323 - 1341    | Niccolò Sanudo ∞ Jeanne de Brienne 1323 - 1341    | Niccolò Sanudo ∞ Jeanne de Brienne 1323 - 1341    | Niccolò Sanudo ∞ Jeanne de Brienne 1323 - 1341    | Niccolò Sanudo ∞ Jeanne de Brienne 1323 - 1341    | Niccolò Sanudo ∞ Jeanne de Brienne 1323 - 1341    |                                          |                                          | Marino et Pietro Sanudo                                          | Marino et Pietro Sanudo                                          | Marino et Pietro Sanudo                                          | Marino et Pietro Sanudo                                          | Marino et Pietro Sanudo                                          | Marino et Pietro Sanudo                                          |                                   |                                   | Giovanni Sanudo 1341 - 1362                               | Giovanni Sanudo 1341 - 1362                               | Giovanni Sanudo 1341 - 1362                               | Giovanni Sanudo 1341 - 1362                               | Giovanni Sanudo 1341 - 1362                               | Giovanni Sanudo 1341 - 1362                               |                                     |                                     | Gugliemo Sanudo                                 | Gugliemo Sanudo                                 | Gugliemo Sanudo                                 | Gugliemo Sanudo                                 | Gugliemo Sanudo                                 | Gugliemo Sanudo                                 |  |  |  |  |  |  |  |  |  |  |  |  |  |  |  |  |  |  |  |  |  |  |  |  |  |  |  |  |  |  |  |  |
|  |  | Marco (Marcolino) Sanudo (apanage de Milos) | Marco (Marcolino) Sanudo (apanage de Milos) | Marco (Marcolino) Sanudo (apanage de Milos) | Marco (Marcolino) Sanudo (apanage de Milos) | Marco (Marcolino) Sanudo (apanage de Milos) | Marco (Marcolino) Sanudo (apanage de Milos) |                                |                                | Niccolò Sanudo ∞ Jeanne de Brienne 1323 - 1341    | Niccolò Sanudo ∞ Jeanne de Brienne 1323 - 1341    | Niccolò Sanudo ∞ Jeanne de Brienne 1323 - 1341    | Niccolò Sanudo ∞ Jeanne de Brienne 1323 - 1341    | Niccolò Sanudo ∞ Jeanne de Brienne 1323 - 1341    | Niccolò Sanudo ∞ Jeanne de Brienne 1323 - 1341    |                                          |                                          | Marino et Pietro Sanudo                                          | Marino et Pietro Sanudo                                          | Marino et Pietro Sanudo                                          | Marino et Pietro Sanudo                                          | Marino et Pietro Sanudo                                          | Marino et Pietro Sanudo                                          |                                   |                                   | Giovanni Sanudo 1341 - 1362                               | Giovanni Sanudo 1341 - 1362                               | Giovanni Sanudo 1341 - 1362                               | Giovanni Sanudo 1341 - 1362                               | Giovanni Sanudo 1341 - 1362                               | Giovanni Sanudo 1341 - 1362                               |                                     |                                     | Gugliemo Sanudo                                 | Gugliemo Sanudo                                 | Gugliemo Sanudo                                 | Gugliemo Sanudo                                 | Gugliemo Sanudo                                 | Gugliemo Sanudo                                 |  |  |  |  |  |  |  |  |  |  |  |  |  |  |  |  |  |  |  |  |  |  |  |  |  |  |  |  |  |  |  |  |
|  |  | Fiorenza Sanudo                             | Fiorenza Sanudo                             | Fiorenza Sanudo                             | Fiorenza Sanudo                             | Fiorenza Sanudo                             | Fiorenza Sanudo                             |                                |                                | Francesco Ier Crispo 1383 - 1397                  | Francesco Ier Crispo 1383 - 1397                  | Francesco Ier Crispo 1383 - 1397                  | Francesco Ier Crispo 1383 - 1397                  | Francesco Ier Crispo 1383 - 1397                  | Francesco Ier Crispo 1383 - 1397                  |                                          |                                          | 1. Giovanni dalle Carceri                                        | 1. Giovanni dalle Carceri                                        | 1. Giovanni dalle Carceri                                        | 1. Giovanni dalle Carceri                                        | 1. Giovanni dalle Carceri                                        | 1. Giovanni dalle Carceri                                        |                                   |                                   | Fiorenza Sanudo 1362 - 1371                               | Fiorenza Sanudo 1362 - 1371                               | Fiorenza Sanudo 1362 - 1371                               | Fiorenza Sanudo 1362 - 1371                               | Fiorenza Sanudo 1362 - 1371                               | Fiorenza Sanudo 1362 - 1371                               |                                     |                                     | 2. Niccolo Sanudo Spezzabanda 1362 - 1371       | 2. Niccolo Sanudo Spezzabanda 1362 - 1371       | 2. Niccolo Sanudo Spezzabanda 1362 - 1371       | 2. Niccolo Sanudo Spezzabanda 1362 - 1371       | 2. Niccolo Sanudo Spezzabanda 1362 - 1371       | 2. Niccolo Sanudo Spezzabanda 1362 - 1371       |  |  |  |  |  |  |  |  |  |  |  |  |  |  |  |  |  |  |  |  |  |  |  |  |  |  |  |  |  |  |  |  |
|  |  | Fiorenza Sanudo                             | Fiorenza Sanudo                             | Fiorenza Sanudo                             | Fiorenza Sanudo                             | Fiorenza Sanudo                             | Fiorenza Sanudo                             |                                |                                | Francesco Ier Crispo 1383 - 1397                  | Francesco Ier Crispo 1383 - 1397                  | Francesco Ier Crispo 1383 - 1397                  | Francesco Ier Crispo 1383 - 1397                  | Francesco Ier Crispo 1383 - 1397                  | Francesco Ier Crispo 1383 - 1397                  |                                          |                                          | 1. Giovanni dalle Carceri                                        | 1. Giovanni dalle Carceri                                        | 1. Giovanni dalle Carceri                                        | 1. Giovanni dalle Carceri                                        | 1. Giovanni dalle Carceri                                        | 1. Giovanni dalle Carceri                                        |                                   |                                   | Fiorenza Sanudo 1362 - 1371                               | Fiorenza Sanudo 1362 - 1371                               | Fiorenza Sanudo 1362 - 1371                               | Fiorenza Sanudo 1362 - 1371                               | Fiorenza Sanudo 1362 - 1371                               | Fiorenza Sanudo 1362 - 1371                               |                                     |                                     | 2. Niccolo Sanudo Spezzabanda 1362 - 1371       | 2. Niccolo Sanudo Spezzabanda 1362 - 1371       | 2. Niccolo Sanudo Spezzabanda 1362 - 1371       | 2. Niccolo Sanudo Spezzabanda 1362 - 1371       | 2. Niccolo Sanudo Spezzabanda 1362 - 1371       | 2. Niccolo Sanudo Spezzabanda 1362 - 1371       |  |  |  |  |  |  |  |  |  |  |  |  |  |  |  |  |  |  |  |  |  |  |  |  |  |  |  |  |  |  |  |  |
|  |  |                                             |                                             |                                             |                                             |                                             |                                             |                                |                                |                                                   |                                                   |                                                   |                                                   |                                                   |                                                   |                                          |                                          |                                                                  |                                                                  |                                                                  |                                                                  |                                                                  |                                                                  |                                   |                                   |                                                           |                                                           |                                                           |                                                           |                                                           |                                                           |                                     |                                     |                                                 |                                                 |                                                 |                                                 |                                                 |                                                 |  |  |  |  |  |  |  |  |  |  |  |  |  |  |  |  |  |  |  |  |  |  |  |  |  |  |  |  |  |  |  |  |
|  |  |                                             |                                             |                                             |                                             | Giacomo Ier Crispo 1397 - 1418              | Giacomo Ier Crispo 1397 - 1418              | Giacomo Ier Crispo 1397 - 1418 | Giacomo Ier Crispo 1397 - 1418 | Giacomo Ier Crispo 1397 - 1418                    | Giacomo Ier Crispo 1397 - 1418                    |                                                   |                                                   |                                                   |                                                   |                                          |                                          |                                                                  |                                                                  |                                                                  |                                                                  | Niccolo dalle Carceri 1371 - 1383                                | Niccolo dalle Carceri 1371 - 1383                                | Niccolo dalle Carceri 1371 - 1383 | Niccolo dalle Carceri 1371 - 1383 | Niccolo dalle Carceri 1371 - 1383                         | Niccolo dalle Carceri 1371 - 1383                         |                                                           |                                                           | Maria Sanudo ∞ Gaspard Sommaripa                          | Maria Sanudo ∞ Gaspard Sommaripa                          | Maria Sanudo ∞ Gaspard Sommaripa    | Maria Sanudo ∞ Gaspard Sommaripa    | Maria Sanudo ∞ Gaspard Sommaripa                | Maria Sanudo ∞ Gaspard Sommaripa                |                                                 |                                                 |                                                 |                                                 |  |  |  |  |  |  |  |  |  |  |  |  |  |  |  |  |  |  |  |  |  |  |  |  |  |  |  |  |  |  |  |  |
|  |  |                                             |                                             |                                             |                                             | Giacomo Ier Crispo 1397 - 1418              | Giacomo Ier Crispo 1397 - 1418              | Giacomo Ier Crispo 1397 - 1418 | Giacomo Ier Crispo 1397 - 1418 | Giacomo Ier Crispo 1397 - 1418                    | Giacomo Ier Crispo 1397 - 1418                    |                                                   |                                                   |                                                   |                                                   |                                          |                                          |                                                                  |                                                                  |                                                                  |                                                                  | Niccolo dalle Carceri 1371 - 1383                                | Niccolo dalle Carceri 1371 - 1383                                | Niccolo dalle Carceri 1371 - 1383 | Niccolo dalle Carceri 1371 - 1383 | Niccolo dalle Carceri 1371 - 1383                         | Niccolo dalle Carceri 1371 - 1383                         |                                                           |                                                           | Maria Sanudo ∞ Gaspard Sommaripa                          | Maria Sanudo ∞ Gaspard Sommaripa                          | Maria Sanudo ∞ Gaspard Sommaripa    | Maria Sanudo ∞ Gaspard Sommaripa    | Maria Sanudo ∞ Gaspard Sommaripa                | Maria Sanudo ∞ Gaspard Sommaripa                |                                                 |                                                 |                                                 |                                                 |  |  |  |  |  |  |  |  |  |  |  |  |  |  |  |  |  |  |  |  |  |  |  |  |  |  |  |  |  |  |  |  |
|  |  |                                             |                                             |                                             |                                             |                                             |                                             |                                |                                |                                                   |                                                   |                                                   |                                                   |                                                   |                                                   |                                          |                                          |                                                                  |                                                                  |                                                                  |                                                                  |                                                                  |                                                                  |                                   |                                   |                                                           |                                                           |                                                           |                                                           | Fiorenza Sanudo-Sommaripa                                 |                                                           |                                     |                                     |                                                 |                                                 |                                                 |                                                 |                                                 |                                                 |  |  |  |  |  |  |  |  |  |  |  |  |  |  |  |  |  |  |  |  |  |  |  |  |  |  |  |  |  |  |  |  |
|  |  |                                             |                                             |                                             |                                             |                                             |                                             |                                |                                |                                                   |                                                   |                                                   |                                                   |                                                   |                                                   |                                          |                                          |                                                                  |                                                                  |                                                                  |                                                                  |                                                                  |                                                                  |                                   |                                   |                                                           |                                                           |                                                           |                                                           |                                                           |                                                           |                                     |                                     |                                                 |                                                 |                                                 |                                                 |                                                 |                                                 |  |  |  |  |  |  |  |  |  |  |  |  |  |  |  |  |  |  |  |  |  |  |  |  |  |  |  |  |  |  |  |  |
|  |  |                                             |                                             |                                             |                                             |                                             |                                             |                                |                                |                                                   |                                                   |                                                   |                                                   |                                                   |                                                   |                                          |                                          |                                                                  |                                                                  |                                                                  |                                                                  |                                                                  |                                                                  |                                   |                                   |                                                           |                                                           |                                                           |                                                           |                                                           |                                                           |                                     |                                     |                                                 |                                                 |                                                 |                                                 |                                                 |                                                 |  |  |  |  |  |  |  |  |  |  |  |  |  |  |  |  |  |  |  |  |  |  |  |  |  |  |  |  |  |  |  |  |
|  |  |                                             |                                             |                                             |                                             |                                             |                                             |                                |                                |                                                   |                                                   |                                                   |                                                   |                                                   |                                                   |                                          |                                          | Famille Crispo                                                   |                                                                  |                                                                  |                                                                  |                                                                  |                                                                  |                                   |                                   |                                                           |                                                           |                                                           |                                                           |                                                           |                                                           |                                     |                                     |                                                 |                                                 |                                                 |                                                 |                                                 |                                                 |  |  |  |  |  |  |  |  |  |  |  |  |  |  |  |  |  |  |  |  |  |  |  |  |  |  |  |  |  |  |  |  |